# هالیوود سوئیت
هالیوود سوئیت (انگلیسی: Hollywood Suite) شرکت رسانه‌ای کانادایی است، که در سال ۲۰۱۱ تأسیس شد.